# Myer M. Kessler
Myer Mike Kessler, auch Myer Michael Kessler (* 1917 in Odessa; † 14. August 1997 in Belmont, Massachusetts) war ein US-amerikanischer Physiker und Informationswissenschaftler.

## Leben
Myer Kessler studierte Biochemie am Massachusetts Institute of Technology (MIT) und dann Physik an der Duke University in Durham, wo er 1948 mit einer Arbeit zur Mikrowellenspektroskopie promoviert wurde.
1954 ging er an das MIT, wo er zunächst im Lincoln Laboratory und später bis zu seiner Pensionierung im Jahr 1976 im Bibliotheksbereich tätig war. 1962 wurde er Direktor des M.I.T. Technical Information Project. Ziel dieses Projektes war es, mit Beginn des Einsatzes von Großrechnern Anfang der 1960er Jahre wichtige forschungspolitische Informationen aus der statistische Analyse bibliografischer Datenbanken zu gewinnen. Kessler gehörte zu den Pionieren auf diesem Gebiet, und er veröffentlichte wichtige Beiträge zur quantitativen Informationsanalyse. Seine Publikation von 1963 über die Methode der bibliografischen Kopplung gehört zu den meistzitierten Publikationen auf dem Gebiet der Bibliometrie.
Kessler war mit der russischstämmigen kanadisch-US-amerikanischen Pianistin, Musikpädagogin und Komponistin Minuetta Kessler (geb. Shumiatcher) (1914–2002) verheiratet. Ihre Gräber befinden sich auf einem jüdischen Friedhof in Sharon (Massachusetts), dem Sharon Memorial Park.

## Schriften (Auswahl)
- Myer Kessler et al.: Microwave spectra and molecular structures of methyl cyanide and methyl isocyanide. In: Physical Review. Band 79, Nr. 1, 1950, S. 54–56, doi:10.1103/PhysRev.79.54.
- M. M. Kessler: Bibliographic coupling between scientific papers. In: American Documentation. Band 14, Nr. 1, 1963, S. 10–25, doi:10.1002/asi.5090140103.
- M. Kessler: An experimental study of bibliographic coupling between technical papers. In: IEEE Transactions on Information on Information Theory. Band 9, Nr. 1, 1963, S. 49–51, doi:10.1109/TIT.1963.1057800.
- M. M. Kessler: Bibliographic coupling extended in time: Ten cases. In: Information Storage and Retrieval. Band 1, Nr. 4, 1963, S. 169–187, doi:10.1016/0020-0271(63)90016-0.
- M. M. Kessler: Comparison of the results of bibliographic coupling and analytic subject indexing. In: American Documentation. Band 16, Nr. 3, 1965, S. 223–233, doi:10.1002/asi.5090160309.
- M. M. Kessler: The MIT technical information project. In: Physics Today. Band 18, Nr. 3, 1965, S. 28, doi:10.1063/1.3047262.

## Anmerkung und Einzelnachweise
1. ↑  In den verfügbaren Quellen werden verschiedene Geburtsdaten genannt: 3. Januar 1917, 17. Dezember 1917 sowie das Geburtsjahr 1918.
2. ↑  M. M. Kessler: The M.I.T. Technical Information Project. I. System Description (Report). 2. November 1964 (dtic.mil [PDF]).

| Personendaten    | Personendaten                                                                       |
| ---------------- | ----------------------------------------------------------------------------------- |
| NAME             | Kessler, Myer M.                                                                    |
| ALTERNATIVNAMEN  | Kessler, Myer Mike (vollständiger Name); Kessler, Myer Michael (vollständiger Name) |
| KURZBESCHREIBUNG | US-amerikanischer Physiker und Informationswissenschaftler                          |
| GEBURTSDATUM     | 1917                                                                                |
| GEBURTSORT       | Odessa                                                                              |
| STERBEDATUM      | 14. August 1997                                                                     |
| STERBEORT        | Belmont, Massachusetts                                                              |